# Cachorro de Oso (mascota)
Gomdori (cachorro de oso) es la mascota oficial de los Juegos Asiáticos de Invierno de 1999, que se celebraron en Gangwon en enero y febrero de 1999.